# CFR řada 151
Řada 151 CFR je největší rumunská parní lokomotiva. Měla se stát jednotnou lokomotivou CFR pro vozbu nákladních vlaků, podobně jako řada 142 pro vozbu osobních vlaků. Nakonec byly vyrobeny pouze dva prototypy.

## Vznik a vývoj
Po překonání hospodářské krize v letech 1932 – 1934 začaly v roce 1935 CFR uvažovat o unifikaci lokomotivního parku pořízením nových lokomotiv, které dokáží zvládnout rostoucí nároky na přepravu. Pro osobní dopravu se rozhodly pro uspořádání 1´D 2´ a pro nákladní 1´E 1´. Zatímco pro první z nich pořídily licenci na výrobu rakouské řady 214 (CFR řada 142), pro nákladní lokomotivu neexistoval žádný vhodný projekt.
Lokomotivu zkonstruovala bukurešťská firma Malaxa. První lokomotivu řady 151 s výrobním číslem 355/1939 převzaly CFR 3. listopadu 1939. V dubnu 1940 byla lokomotiva vystavena na veletrhu v Miláně a dokonce italský král a habešský císař Viktor Emanuel III. přizpůsobil tradiční itinerář, aby si mohl tuto lokomotivu prohlédnout.
Druhá lokomotiva s výrobním číslem 386/1942 byla převzata 25. prosince 1942.

## Provoz
Lokomotiva 151.001 byla od 25. června 1940 přidělena depu Bukurešť Calatori a používána především na trati Bukurešť – Cămpina – Brašov. V období prosinec 1941 až duben 1942 měly CFR zapůjčeny od DR lokomotivy 45.026 a 027, které nasadily na stejné výkony, aby mohly porovnat obě řady a provést některá vylepšení v projektu. Nejtěžší vlak, který lokomotiva 151.001 přepravila, měl rekordní hmotnost 3 100 t.
V prosinci 1942 přibyla do bukurešťského depa lokomotiva 151.002. Na sklonku roku 1943 měl tento stroj těžkou nehodu – s vojenským transportem najel na konec nákladního vlaku a vykolejil. Těžce poškozenou lokomotivu opravila firma Malaxa a od 1. dubna 1944 byla přidělena depu Turnu Severin. Obě lokomotivy byly v témže roce poškozeny, tentokrát bombardováním. Lokomotiva 151.001 byla převezena k opravě do firmy Malaxa.V roce 1945 byla odvezena v rámci 150 lokomotiv CFR předávaných Sovětskému svazu, podle jednoho zdroje skončila ve výzkumném železničním centru v Charkově, kde byla v 50. letech zrušena.
V listopadu 1945 byla předána do opravy v dílnách Bukurešť Grivita a 13. října 1946 převedena do depa Timiș Triaj (Brašov). V říjnu 1953 byla předána depu Kluž. V dubnu 1964 prošla poslední generální opravou a v roce 1969 byla definitivně odstavena.
Lokomotiva 151.002 je zachovaná v neprovozním stavu v depu Dej Triaj.

## Popis
Řada 151 je dvojčitá parní lokomotiva s vlečným tendrem s uspořádáním náprav 1´E 1´. Přední běhoun je s první spřaženou nápravou spojený do Krauss-Helmholtzova podvozku, zadní běhoun je Adamsovy konstrukce. Okolky 2. a 3. spřaženého a hnacího dvojkolí byly zeslabené. Mnoho konstrukčních prvků je převzato z řady 142. Jedná se především tendr, napájecí zařízení kotle, olejové přídavné topení, dýmnici (z konstrukčních důvodů zkrácená o 200 mm) a usměrňovací plechy. Parní stroj má shodné průměry válců i zdvih jako u ř. 142, na rozdíl od ní má rozvod klasický, s válcovými šoupátky. Jako úplná novinka u CFR byla použita valivá ložiska SKF u běžných náprav a náprav tendru, stejně jako pneumaticky ovádané odvodňovací ventily válců a profukování kouřových trubek v kotli.
Válcový kotel byl prakticky shodný s řadou 142. Vzdálenost trubkovnic činila 6 000 mm, v kotli bylo umístěno 143 žárnic (o 4 méně proti řadě 142) a 38 kouřovek. Dýmnice byla zkrácena, avšak opatřena elegantními kuželovými vraty. Nástavby na kotli jsou zabudovány do krytu, který se táhne téměř po celé délce kotle. Lokomotiva 151.002 se vzhledově lišila - neměla usměrňovací plechy, kryt na kotli byl protažený až ke komínu a dýmniční vrata byla vypouklá.
Při opravě 151.002 v roce 1953 bylo napájecí čerpadlo Malaxa-Knorr-Tolkien nahrazeno injektorem Friedmann na výfukovou páru. Tenkrát také byla poprvé odhalena ovalita otvorů pro upevnění válců na rámu. Při další opravě v roce 1964 dostala lokomotiva ocelové topeniště a znovu bylo zjištěno opotřebení otvorů pro upevnění válců. V roce 1967 byla hnací kola nahrazena zkušebně novými, ocelovými, jako u řady 150. Z důvodů opakovaného uvolňování válců byla v roce 1969 odstavena.